# Cheech Marin
Richard Anthony "Cheech" Marin, né le 13 juillet 1946 à Los Angeles, en Californie, aux États-Unis, est un acteur, humoriste, scénariste, compositeur et réalisateur américain.

## Biographie

### Débuts
Cheech Marin est né le 13 juillet 1946 à Los Angeles, en Californie, aux États-Unis.

### Accompagne
Cheech Marin rencontre l'acteur Tommy Chong avec qui il forme le duo comique Cheech & Chong (en). Ils sortent de nombreux albums de leurs sketches dès 1971.

### Carrière
En 1978, ils sont les vedettes de Faut trouver le joint, une comédie sur des fumeurs de marijuana qui devient un film culte. Le film connaîtra deux suites : Cheech et Chong : La Suite (1980) et Gelés ben dur (1981). Ils apparaîtront également ensemble dans Barbe d'or et les Pirates et After Hours de Martin Scorsese.
En 1985, ils sortent l'album Get Out of My Room, qui contient le titre Born in East L.A., une parodie de Born in the U.S.A. de Bruce Springsteen. Le titre sert de base au film Born in East L.A., écrit, réalisé et joué par Cheech Marin. Le duo se sépare en 1985 et Cheech Marin se tourne vers sa carrière d'acteur en solo.
Ils se retrouvent à plusieurs reprises, notamment dans la série Nash Bridges en 1997 ou en faisant les voix de l'épisode Tampons en cheveux de Cherokee de la série South Park en 2000.

## Filmographie

### Comme acteur
- 1978 : Faut trouver le joint (Up in Smoke) : Pedro De Pacas
- 1980 : Cheech & Chong's Next Movie : Cheech / Dwayne 'Red' Mendoza
- 1981 : Nice Dreams : Cheech
- 1982 : Pot problème (Things Are Tough All Over) : Cheech / Mr. Slyman / narrateur
- 1983 : Still Smokin : Cheech
- 1983 : Barbe d'or et les Pirates : El Segundo
- 1984 : Les Frères Corses : Louis Corsican
- 1985 : Get Out of My Room : Cheech / Ian Rotten
- 1985 : After Hours : Neil
- 1986 : Charlie Barnett's Terms of Enrollment (vidéo) : Elvis Friend & Fan
- 1986 : Echo Park : Syd
- 1987 : Born in East L.A. : Rudy
- 1987 : Beauté fatale (Fatal Beauty) : Barman
- 1988 : Mickey's 60th Birthday (TV)
- 1988 : Oliver et Compagnie (Oliver & Company) : Tito (voix)
- 1989 : SOS Fantômes 2 (Ghostbusters II) : Superviseur des docks
- 1989 : Rude Awakening : Jesus Monteya
- 1990 : Far Out Man : Cheech
- 1990 : Mother Goose Rock 'n' Rhyme (TV) : Carnival Barker
- 1990 : The Shrimp on the Barbie : Carlos
- 1992 : Les Aventures de Zak et Crysta dans la forêt tropicale de FernGully (FernGully: The Last Rainforest) : Stump (voix)
- 1992 : Les Nouveaux mousquetaires (Ring of the Musketeers) (TV) : Burt Aramis
- 1992 : The Golden Palace (série télévisée) : Chuy Castillos
- 1994 : The Magic of the Golden Bear: Goldy III : Maitre Borgia
- 1994 : Charlie's Ghost Story : Coronado
- 1994 : The Cisco Kid (en) (TV) : Pancho
- 1994 : A Million to Juan : Shell Shock
- 1994 : Le Roi lion (The Lion King) : Banzai la hyène (voix)
- 1994 : L'Irrésistible North (North) : Frank le lapin (voix)
- 1995 : The Courtyard (TV) : Angel Steiner
- 1995 : Santo Bugito (série télévisée) : Lencho la puce (voix)
- 1995 : Desperado : Petit barman
- 1996 : Nash Bridges (série télévisée) : Inspecteur Joe Dominguez
- 1996 : Une nuit en enfer (From Dusk Till Dawn) : Garde frontière / Chet Pussy / Carlos
- 1996 : La Couleur de l'arnaque (The Great White Hype) de Reginald Hudlin : Julio Escobar
- 1996 : Latino Laugh Festival (TV) : Hôte
- 1996 : Tin Cup : Romeo Posar
- 1998 : Paulie, le perroquet qui parlait trop (Paulie) : Ignacio
- 1998 : Einstein, le chien savant (Breakfast with Einstein) (TV)
- 1998 : 1998 ALMA Awards (TV) : Présentateur
- 1999 : It's Tough to be a Bug! : Chili (voix)
- 1999 : Nuttiest Nutcracker (vidéo) : Mac (voix)
- 2000 : See You In My Dreams (TV) : Compagnon de beuverie
- 2000 : Funny Flubs & Screw-Ups V (TV) : Hôte
- 2000 : Luminarias de José Luis Valenzuela : Jésus
- 2000 : Morceaux choisis (Picking Up the Pieces) : Maire Machado
- 2001 : Spy Kids 1 : Les Apprentis espions (Spy Kids) : Felix Gumm
- 2002 : Spy Kids 2 : Espions en herbe (Spy Kids 2: Island of Lost Dreams) : Felix Gumm
- 2003 : The Ortegas (série télévisée) : Henry Ortega
- 2003 : Masked and Anonymous : Prospero
- 2003 : Spy Kids 3 : Mission 3D (Spy Kids 3-D: Game Over) : Felix Gumm
- 2003 : Tracey Ullman in the Trailer Tales (TV) : Cheech Marin
- 2003 : Il était une fois au Mexique... Desperado 2 (Once Upon a Time in Mexico) : Belini
- 2003 : Mon chien, ce héros (Good Boy!) : The Henchman (voix)
- 2004 : Le Roi lion 3 (The Lion King 1½) (vidéo) : Banzai (voix)
- 2004 : Un Noël de folie ! (Christmas with the Kranks) : Officier Salino
- 2005 : Sian Ka'an (voix)
- 2005 : Underclassman : Capitaine Victor Delgado
- 2006 : Cars : Ramone (voix)
- 2007 : Lost : Les Disparus : David Reyes
- 2009 :   La Montagne ensorcelée (film, 2009) : Eddie Cortez (Un Garagiste)
- 2010 : Machete : Père Del Toro
- 2011 : Les Simpson - Saison 22, épisode 16 : lui-même (voix)
- 2011 : Off the Map : Urgences au bout du monde (Off the Map) (TV) : Papa Ucumari
- 2020 : Mon grand-père et moi (The War with Grandpa) de Tim Hill : Danny
- 2022 : Shotgun Wedding de Jason Moore : Robert Rivera
- 2023 : Il était une fois un studio de Dan Abraham et Trent Correy : Banzaï (voix)
- 2023 : Champions de Bobby Farrelly : Julio

### Comme scénariste
- 1978 : Faut trouver le joint (Up in Smoke)
- 1980 : Cheech & Chong's Next Movie
- 1981 : Nice Dreams
- 1982 : Pot problème (Things Are Tough All Over)
- 1983 : Still Smokin
- 1984 : Cheech & Chong's The Corsican Brothers
- 1985 : Get Out of My Room
- 1987 : Born in East L.A.
- 2001 : Laughing Out Loud: America's Funniest Comedians (vidéo)

### Comme compositeur
- 1987 : Born in East L.A.

### Comme réalisateur
- 1985 : Get Out of My Room

## Voix françaises
En France
En France, Michel Mella est celui qui a doublé le plus de fois Cheech Marin. Marc Alfos, Patrick Messe et Gérard Hernandez l'ont aussi doublé à trois reprises chacun.
| - Michel Mella dans : - Le Roi lion (voix) - Le Roi lion 3 : Hakuna Matata (voix) - Lost : Les Disparus (série télévisée) - Grey's Anatomy (série télévisée) - Gérard Hernandez dans : - Faut trouver le joint - Oliver et Compagnie (voix) - La Couleur de l'arnaque - Marc Alfos (*1956 - 2012) dans : - Copain catastrophe (en) - Morceaux choisis - Il était une fois au Mexique... Desperado 2 - Patrick Messe dans (les séries télévisées) : - Nash Bridges - Une famille du tonnerre - Amy - Hervé Caradec dans : - Spy Kids 3 : Mission 3D - Machete - Jean-François Aupied dans : - Un Noël de folie ! - Les Muppets Rock (en) (série télévisée) | - Julien Kramer dans : - Cars (voix) - Cars 2 (voix) Et aussi - Serge Lhorca (*1918 - 2012) dans After Hours - Michel Fortin (*1937 - 2011) dans Les Aventures de Zak et Crysta dans la forêt tropicale de FernGully (voix) - Christian Pélissier dans Desperado - Michel Vigné dans Une nuit en enfer - Jean-Paul Tribout dans Tin Cup - Jamel Debbouze dans Le Chihuahua de Beverly Hills (voix) - Philippe Ariotti dans Psych, enquêteur malgré lui (série télévisée) - Richard Leroussel dans La Légende de Manolo (voix) - Boris Rehlinger dans Cars 3 (voix) - Marc Perez dans Shotgun Wedding - Gérard Darier dans Alexander et son Voyage épouvantablement terrible et affreux (en) |

Au Québec
Au Québec, Hubert Gagnon est la voix régulière de Cheech Marin. Luis de Cespedes l'a doublé à deux reprises dans les deux premiers volets de la saga Les Bagnoles.
- Hubert Gagnon dans :
  - La Nuit la plus longue
  - Espions en herbe 2 : L'Île des rêves envolés
  - Espions en herbe 3D : Fin du jeu
  - Il était une fois au Mexique
- Luis de Cespedes dans :
  - Les Bagnoles (voix)
  - Les Bagnoles 2 (voix)

Et aussi :
- André Montmorency dans Le Pro
- Manuel Tadros dans Miracle sous la main
- Alain Zouvi dans Le Chihuahua de Beverly Hills (voix)
- Jacques Lavallée dans Macheté
- Patrick Chouinard dans Les Bagnoles 3 (voix)